# Ари (Ен)
Ари (фр. Hary) насеље је и општина у североисточној Француској у региону Пикардија, у департману Ен (Пикардија) која припада префектури Вервен.
По подацима из 2011. године у општини је живело 223 становника, а густина насељености је износила 20,2 становника/km². Општина се простире на површини од 11,04 km². Налази се на средњој надморској висини од 114 метара (максималној 192 m, а минималној 106 m).

## Демографија
| 1962. | 1968. | 1975. | 1982. | 1990. | 1999. | 2011. |
| ----- | ----- | ----- | ----- | ----- | ----- | ----- |
| 238   | 270   | 220   | 214   | 221   | 232   | 223   |

График промене броја становника у току последњих година